# Château de Domecy-sur-Cure
Le château de Domecy-sur-Cure est un château situé à Domecy-sur-Cure, en France.

## Localisation
Le château est situé dans le département français de l'Yonne, sur la commune de Domecy-sur-Cure.

## Description

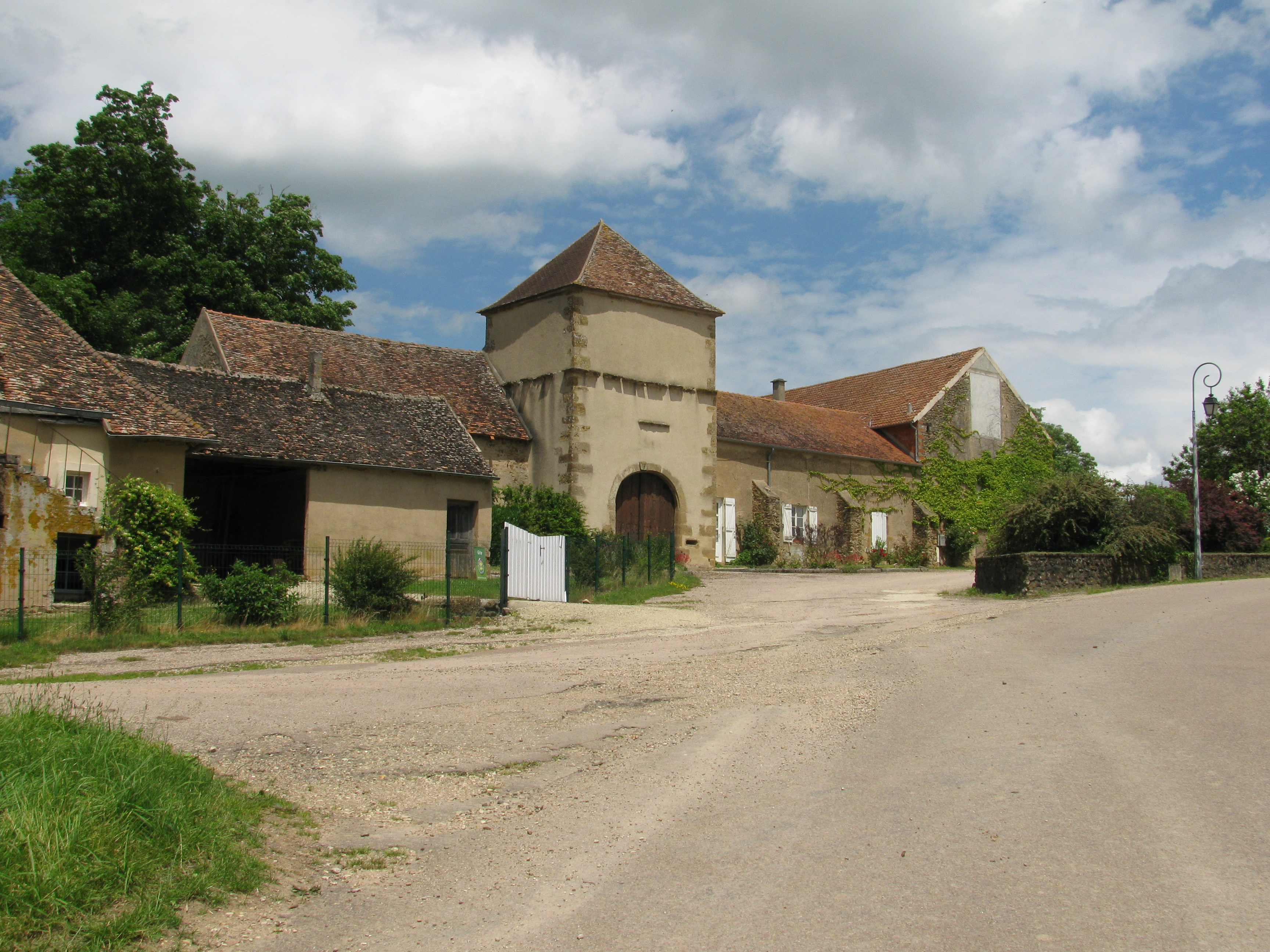

## Historique
L'édifice est inscrit au titre des monuments historiques en 1986.